# サリュー級哨戒艦
サリュー級沿哨戒艦（英語: Saryu-class patrol vessel）は、インド海軍の哨戒艦（OPV）の艦級。

## 概要
本級はインド海軍が保有する哨戒艇の中で性能、能力面で最も進んだ哨戒艇であり、海上監視およびシーレーン監視行動時に運用される。海底油田施設や客船などの海上施設の護衛に投入することも可能である。またスリランカ海軍にも2017年から2018年にかけて同型艦2隻を購入し、運用している。

## 設計・建造
建造はゴア造船所が行い、設計もゴア造船所の社内チームが設計を行った。主機はSEMT ピルスティク16PA6B STC2基を搭載しており、スリランカ海軍のものはMTUフリードリヒスハーフェン 20V 8000 M71に変更されている。

## 同型艦
| 運用国     | #    | 艦名                    | 建造所     | 起工            | 進水            | 就役            | 母港         |
| ---------- | ---- | ----------------------- | ---------- | --------------- | --------------- | --------------- | ------------ |
| インド     | P54  | サリュー INS Saryu      | ゴア造船所 | 2006年 12月15日 | 2009年 3月30日  | 2013年 1月21日  | ポートブレア |
| インド     | P57  | スナイナ INS Sunayna    | ゴア造船所 | 2007年 9月25日  | 2009年 11月14日 | 2013年 10月15日 | コーチ       |
| インド     | P58  | スメーダ INS Sumedha    | ゴア造船所 | 2008年 5月7日   | 2011年 5月21日  | 2014年 3月7日   | ポートブレア |
| インド     | P59  | スミトラ INS Sumitra    | ゴア造船所 | 2010年 4月28日  | 2010年 12月6日  | 2014年 9月4日   | チェンナイ   |
| スリランカ | P623 | サユララ SLNS Sayurala  | ゴア造船所 | 2014年 9月10日  | 2016年 6月11日  | 2017年 8月2日   | コロンボ     |
| スリランカ | P624 | シンドラ SLNS Sindurala | ゴア造船所 | 2015年 5月9日   | 2017年 5月2日   | 2018年 4月19日  | コロンボ     |